# Stadion Gradski vrt
Das Stadion Gradski vrt (deutsch Stadion Stadtgarten) ist ein Fußballstadion mit Leichtathletikanlage in der kroatischen Stadt Osijek. Es war bis 2023 die Heimspielstätte des Fußballvereins NK Osijek. Die kroatische Fußballnationalmannschaft nutzt die Spielstätte gelegentlich für ihre Partien. Die Anlage wurde 1980 eröffnet und bietet 18.856 Plätze (17.876 Sitzplätze und 980 Stehplätze).
Seit 2019 war das Stadion Pampas im Stadtteil Retfala im Bau und wird die neue Spielstätte des Clubs. Das Stadion der UEFA-Kategorie 4 soll 65 Mio. Euro kosten. Zum Projekt mit Namen Pampas 2020 gehört auch ein Trainingszentrum. Zur Saison 2023/24 wird der Club in die vereinseigene Opus Arena mit 13.005 Sitzplätzen umziehen.